# 駒寄パーキングエリア

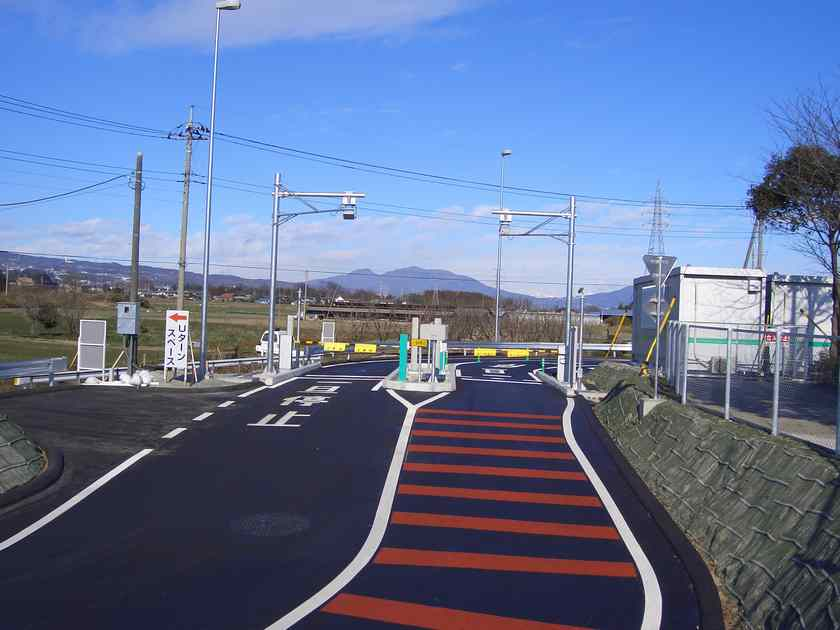
駒寄スマートIC下り出口。ETC未搭載車の誤進入に対応するため、Uターンスペースが作られている。

駒寄パーキングエリア（こまよせパーキングエリア）は、群馬県北群馬郡吉岡町大字大久保にある、関越自動車道のパーキングエリア。駒寄スマートインターチェンジを併設する。

## 施設
関越自動車道のPAで練馬方面から連続して売店があるのは当PAまでである。

### 上り線（東京方面）
- 駐車場
  - 大型10台
  - 小型50台
- トイレ
  - 男性 大2（和式1・洋式1）・小5
  - 女性 8　（和式2・洋式6）
  - 車椅子用 1
- スナック（午前7時30分-午後8時30分）
- ショッピング（午前7時30分-午後8時30分）
- 自動販売機
- ハイウェイ情報ターミナル
- スマートインターチェンジ
- エリアスタンプは敷島公園である。

### 下り線（長岡方面）
- 駐車場
  - 大型11台
  - 小型36台
- トイレ
  - 男性 大2（和式1・洋式1）・小5
  - 女性 8　（和式2・洋式6）
  - 車椅子用 1
- スナック（ロイヤル空港高速フードサービス、午前7時-午後7時）
- ショッピング（ロイヤル空港高速フードサービス、午前7時-午後7時）
- 自動販売機
- スマートインターチェンジ
- エリアスタンプは伊香保温泉である。
- 側道側より徒歩で入れる。

## スマートインターチェンジ
当パーキングエリアにはスマートインターチェンジが併設されている。スマートICは、2005年4月17日から当初2005年8月31日まで、その後2006年9月30日まで延長して社会実験を実施していたが、2006年10月1日より恒久化された。
社会実験がスタートしてから1年4か月後の2006年8月24日、通算利用台数が全国初の100万台を突破した。この背景の一つとして、当PAが練馬ICから98.5kmという距離にあり、ETCの早朝夜間割引や通勤割引がほぼ最大限適用されるということが挙げられる（ひとつ長岡方面の渋川伊香保ICは103.4kmとなるため、上記割引が適用されない）。
施設は上下線ともパーキングエリアの新潟寄りに流出入路があるため、上り（東京方面）は流入時に、下り（新潟方面）は流出時にパーキングエリア内を通り、施設を利用できる構造になっている。
長らく大型車は利用不可であったが、その後大型車対応化の整備を行い、2021年7月16日に利用可能車種がETCを搭載した全車種に拡大された。

### 道路
- E17 関越自動車道(11-1)

直接接続
- 吉岡町道七日市・長久保線
- 吉岡町道七日市・吉開戸線

間接接続
- 群馬県道15号前橋伊香保線
- 群馬県道161号南新井前橋線

### スマートIC対象車種
ETCを搭載した全車種

## 隣
E17 関越自動車道
(11)前橋IC - (11-1)駒寄PA/SIC - (12)渋川伊香保IC